# Alberto Locatti
Alberto Locatti (Buenos Aires, Argentina; 24 de diciembre de 1935-Buenos Aires, Argentina; 12 de diciembre de 2007) fue un actor cómico argentino de cine, teatro y televisión y un talentoso imitador de las décadas de 1950 y 1960.

## Biografía
Fue hijo único de María Carmen Rosa Panichella de Locati y de Felipe Fortunato Locati. Estudió Técnico Industrial en el Instituto ubicado en Pujol y Avda. Gaona, con excelentes notas, pero su don era el escenario, la actuación, la música, componía, creaba, hacía chistes sin utilizar ninguna grosería e imitaba a cientos de personajes ; hablaba español, inglés, italiano, hebreo y algunos conocimientos de alemán, francés y japonés. Sus imitaciones eran casi perfectas, sin tener que disfrazarse, ni usar máscaras. En algunos teatros se anunciaba "Las mil caras de Locati".

## Carrera

### Cine
Si bien sus actuaciones en cine son escasas aumentaron su popularidad actoral por aquellas épocas filmando sus únicas 3 películas entre 1962 y 1963:
- La chacota donde comparte escena con grandes como Luis Aguilé, Augusto Codecá, Julio de Grazia, Pepe Marrone, Evangelina Elizondo y Osvaldo Pacheco.

- Cristóbal Colón en la Facultad de Medicina protagonizada por José Marrone y Juanita Martínez.

- El mago de las finanzas nuevamente con Marrone y Juanita y con un amplio elenco que incluye Lolita Torres, Beba Bidart, Ricardo Lavié, Nelson Prenat y Susana André.[1]

### Televisión
En 1956 inicia su carrera artística, en Canal 7, en el programa La Troupe de TV imitando a Nicola Paone. En abril de ese año fima contrato para hacer La Revista Dislocada.
Se hizo muy popular al formar un trío artístico creado por Délfor Dicásolo a fines del '56 con Carlitos Balá y Jorge Marchesini actuando no sólo en televisión sino también en LR1 Radio El Mundo conducido por Antonio Carrizo y LR4 Radio Splendid. En 1959 firman un contrato pare formar parte del programa llamado El Show de Andy Russell emitido por Canal 7, donde se destacó por la calidad de sus imitaciones. 
Con ese grupo también protagonizó ¡Que plato! y Los tres en apuros. El grupo se diluyó a fines de los 60´s.
En 1963 conduce su propio programa llamado Un Señor Locati dirigido por Gerardo Sofovich.
En 1969 trabaja durante tres años en Canal 9 con programas tales como Festival 62, Festival 63, Sábados Circulares con Nicolás Mancera y Music Hall Internacional.
En 1970 hace los programas humorísticos Teatralerías por Canal 9, y TV Risas por Canal 7.
También integró el programa Cabalgata YPF con Diana Maggi, Lía Casanova, Beba Bidart, Ernesto Bianco y Juan Carlos Altavista.

### Teatro
En 1960 En el Teatro Alvear realiza una comedia Pistoleros a la vista y los Tres sobre la Pista.
En 1961 debuta como atracción en la Revista Teatro "El Nacional", elegido por Carlos A. Petit, con Adolfo Stray y Amelita Vargas. También comparte un espectáculo Internacional junto a Domenico Modugno, comenzando sus giras por Chile, Uruguay y Brasil.
En 1964 escribe, produce y dirige el Primer espectáculo unipersonal, El espectáculo soy yo?, siendo el primero en Argentina e Hispanoamérica, creador del espectáculo Unipersonal.
En 1971 vuelve a la revista con Ruido de aplausos en el Teatro El Nacional, compartiendo escena con Ethel Rojo, Adolfo Stray, Alfredo Barbieri y Las hermanas Norma Pons y Mimí Pons.
En 1973 trabajó junto a Mimí Pons, Mario Sapag, Carlos Garaycochea y Pedrito Rico en el espectáculo Te esperamos en el Cómico . Dirigido por Gerardo Sofovich y Hugo Sofovich.
En 1974 una revista musical junto a Jorge Perez Evelyn, y Argentina Trio en el espectáculo  Una Noche de Locura Dirigido por Antonio Prat.

En 1981 hace junto a Jorge Corona el espectáculo Los Locos están Locos en el Teatro Tabaris .
En 1984 hace en el Teatro Opera, Una Revista de Locos con Alfredo Barbieri, Don Pelele y Selva Mayo.

## Experiencia en el exterior
Fue empleado en los casinos de Las Vegas, sobresaliendo por su imitación de Frank Sinatra, Louis Armstrong, José Marrone y Alberto Castillo en un show en Casablanca. Cabe mencionar que vivió desde 1963, 43 años en el exterior (California, Estados Unidos) donde conoció personalidades internacionales como el ya mencionado Louis Armstrong, Sammy Davis Jr., Maurice Chevalier y Nat King Cole.
Su primera actuación fue en 1975 en el espectacular Auditorio del Templo Masónico Scottish Rite Auditorio de Los Ángeles. Allí se presentó integrando el espectáculo musical de Mariano Mores, su ballet junto a Nito Mores y Claudia Mores.
En teatro también supo compartir escenario con el músico Osvaldo Pugliese.

## Vida personal
El 23 de noviembre de 1972 contrajo matrimonio con Irma Esther Aborcesi, en el Registro Civil de Warnes 60, y el 3 de diciembre del mismo año, se realizó la unión religiosa en la Iglesia San Cayetano, Liniers. El 20 de marzo de 1975, nació su hija María del Carmen Locati. Fue su único matrimonio, y vivió con su esposa e hija desde 1972 hasta su muerte.

### Intento de homicidio
Afrontó en 1980 una condena de ocho meses de cárcel acusado de arrojar por el balcón de un entre piso, en Mar del Plata, a la vedette Eva Olguín con quien se había casado en Las Vegas, Estados Unidos diez meses antes del incidente. Quedó sobreseído ante los Tribunales de Mar del Plata (en esa época el proceso se esperaba detenido).
En la madrugada de 19 de febrero de 1980  Locatti discutió con Eva Olguín después de ir a ver un concierto de Roberto Goyeneche. Se encontraban en el primer piso del Hotel Odeón cuando voló el bolso de Olguín al vacío que daba a la calle. Luego cayeron un velador y un espejo. Después de darle unos cuantos golpes contra la pared y de intentar ahorcarla, arrojó a su esposa por la ventana. Ella sobrevivió de milagro aunque sufrió importantes fracturas y fisuras. Luego él bajó a la recepción de ese hotel con un cigarrillo encendido en la mano, negando toda responsabilidad del suceso. El actor mantuvo su postura pero pasó seis años en la cárcel.  
Es mencionado en la canción La argentinidad al palo (canción) de la banda argentina Bersuit Vergarabat. 

## Fallecimiento
Alberto Locati falleció el 12 de diciembre del 2007 debido a complicaciones cardíacas en un hospital porteño. Sus restos descansan en el Panteón de  la Asociación Argentina de Actores.